# Monture Canon AC

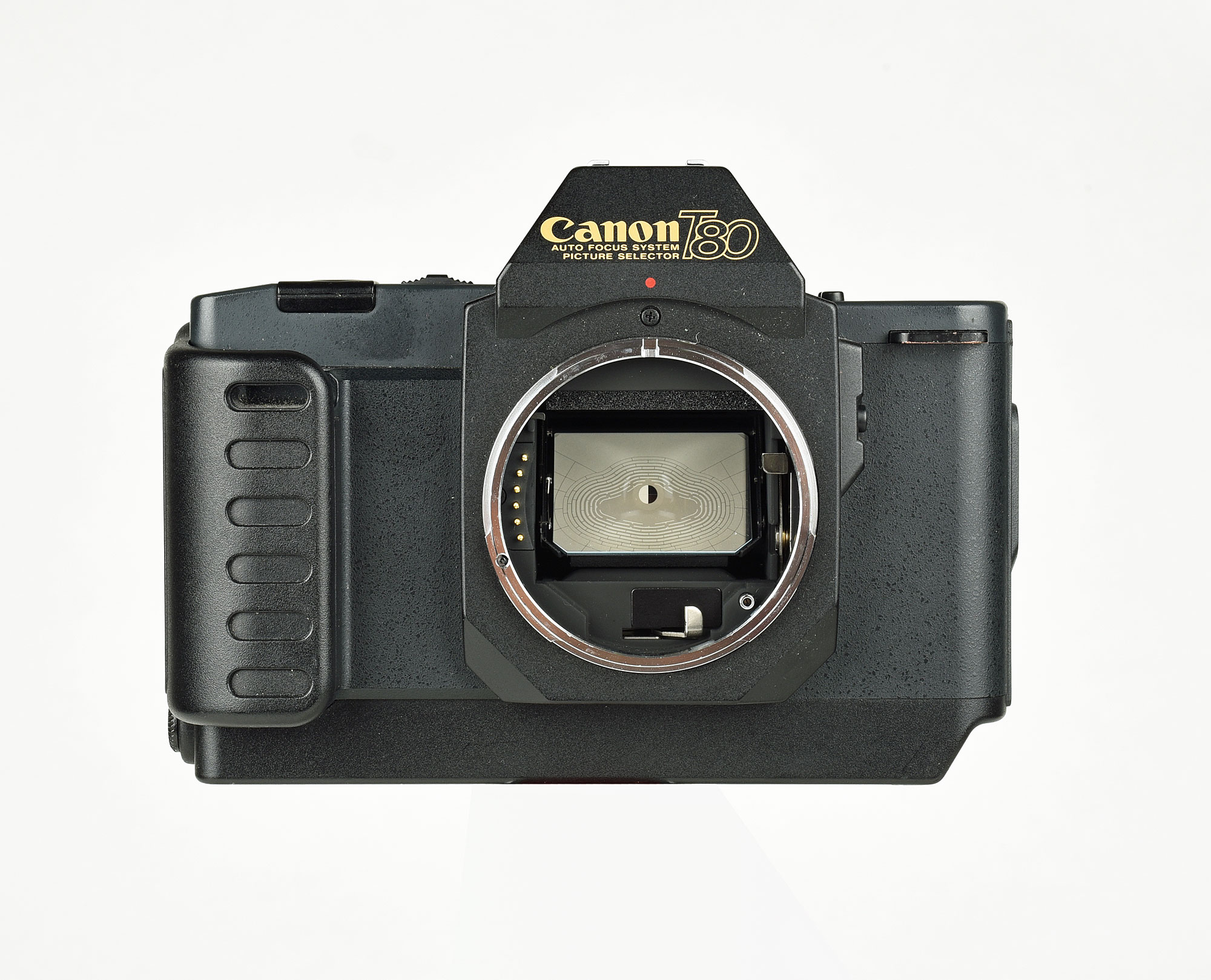
Les contacts électriques sont visibles à gauche du miroir

La monture Canon AC est une déclinaison de la monture FD sur laquelle ont été ajoutés des contacts électriques pour l'autofocus du reflex T80.

## Historique
Cette monture est apparue en 1985, lors de la sortie du Canon T80 dont l'autofocus placé dans l'objectif demandait des contacts électriques pour son alimentation et l'échange d'informations avec le boitier.
Les performances très moyennes du T80 ayant entraîné son arrêt dès l'année suivante pour laisser la place aux EOS munis de la monture EF. Il est fort probable que seul le T80 a été muni de cette monture ainsi que les trois objectifs lancés en même temps que lui : un 50 mm, un zoom 35-70 et un zoom 75-200.

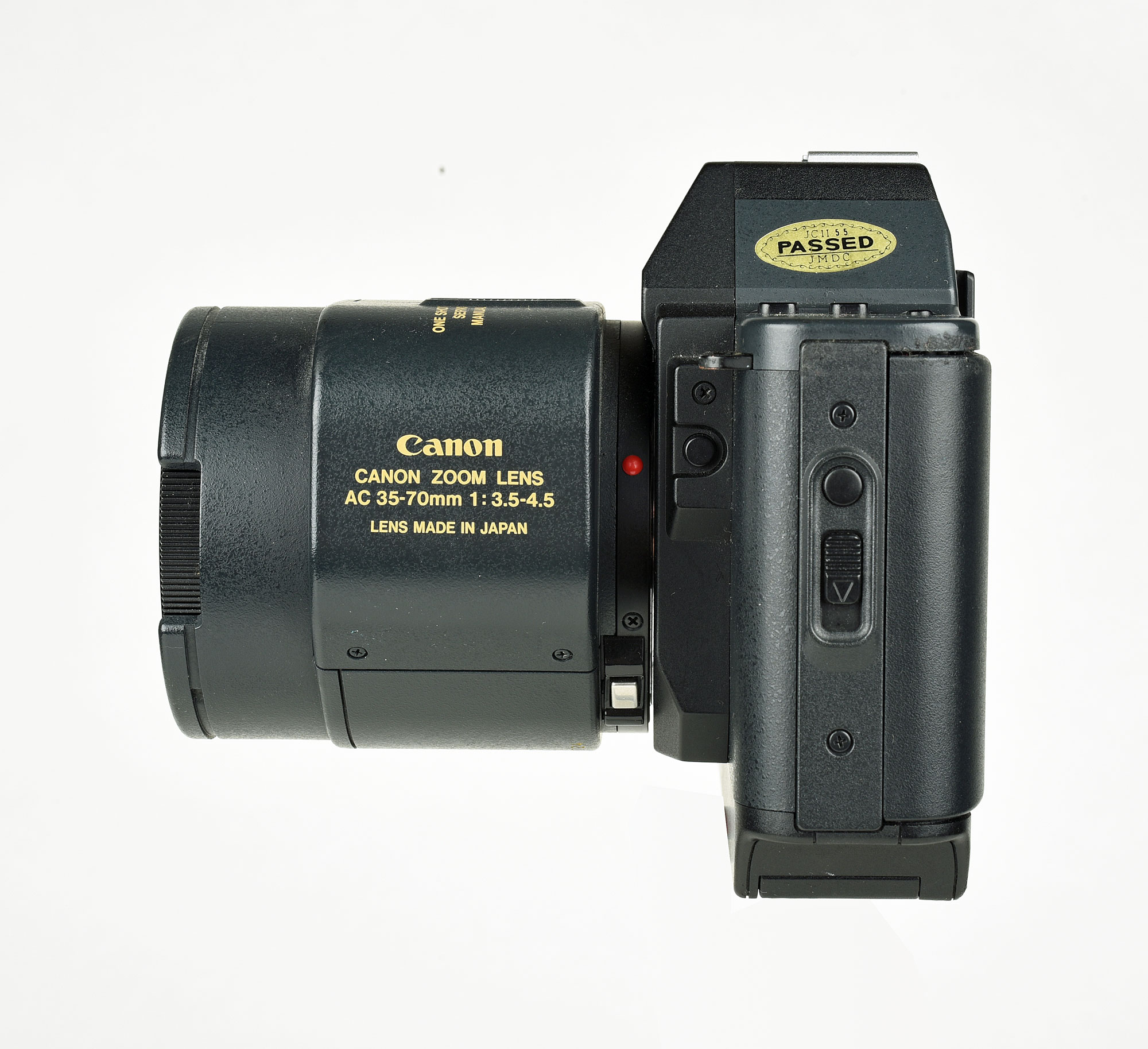
De profil avec le marquage AC

## Appareils photo équipés d'une monture AC
- Canon T80 (1985)